# Sylvia Sass
Pour les articles homonymes, voir Sass.
Sylvia Sass est une chanteuse lyrique hongroise (soprano), née à Budapest le 12 juillet 1951.

## Biographie
Née à Budapest, c'est dans sa ville natale qu'elle étudie à l'Académie de musique Franz-Liszt avec Ferenc Révhegyi. Elle a débuté à l'opéra de Budapest dans le rôle de Frasquita (Carmen) de  Georges Bizet en 1971. L'année suivante, elle est Violetta (La Traviata) à l'opéra de Sofia, et on l'entend dans Mozart pendant la saison 1974-75 au Festival de Salzbourg.
En 1975, elle est Desdemone (Otello) au Scottish Opera de Glasgow, et en 1976, elle débute au Royal Opera House de Londres, dans une interprétation très acclamée de Giselda (I Lombardi), revenant la saison suivante en Violetta. En 1977, elle se produit au Metropolitan Opera de New York, dans Tosca. Elle a également chanté à l'opéra de Vienne, celui de Munich, au Teatro Municipal de Caracas dans Amelia (Un ballo in maschera), à Cologne, Francfort, Berlin, Hambourg, ainsi qu'au Palais Garnier à Paris et au Festival d'Aix-en-Provence. En 1978, elle est Manon Lescaut à la Scala de Milan, sous la direction de Georges Prêtre, cette production étant filmée pour la télévision.
Son répertoire comprend également :
- Donna Anna  (Don Giovanni)
- Fiordiligi  (Così fan tutte)
- Mimi  (La Bohème)
- Judith  (Le Château de Barbe-Bleue),  mais elle est plus spécialement admirée pour les opéras de Verdi, en particulier pour Lady Macbeth (Macbeth).

Davantage encore que pour Maria Callas à qui on l'a parfois comparée, la carrière de Sylvia Sass fut brève. Après avoir abandonné l'opéra, elle a donné des récitals et exerce son art surtout comme professeur.

## Prix
- 1972 : 1er Prix au Concours Kodály .
- 1973 : Grand Prix au Concours international des jeunes chanteurs d'opéra, pour Violetta.
- 1974 : Médaille d'argent au Concours international Tchaïkovsky à Moscou.

## Distinctions
- 1977 : Artiste d'honneur de Hongrie

## Décorations
- Chevalier de l'ordre de l'Étoile d'Italie

## Enregistrements
Sass a enregistré des arias, lieder et des opéras, notamment :
- Le Château de Barbe-Bleue de Bartók
- Don Giovanni de Mozart, ces deux enregistrements sous la direction de Sir Georg Solti,
- I Lombardi, Ernani, Attila, Macbeth, Stiffelio de Verdi (chez Philips), opéras dirigés par Lamberto Gardelli,
- Médée de Cherubini, avec Gardelli (chez Hungaroton)
- Quatre derniers Lieder de Richard Strauss,
- Wesendonck-Lieder de Richard Wagner